# Cyclanthera pedata
Cyclanthera pedata (L.) Schrad., localmente conosciuto con il suo nome quechua kaywa o achuqcha, è una pianta erbacea rampicante appartenente alla famiglia Cucurbitaceae che viene coltivata per i suoi frutti commestibili. Di questa specie è nota solo la varietà coltivata, e la grande dimensione del suo frutto rispetto a specie selvatiche strettamente correlate suggerisce che è una coltura completamente addomesticata. Il suo uso risale a molti secoli or sono come testimoniano antiche ceramiche fitomorfe dal Perù raffiguranti i frutti. 

## Descrizione

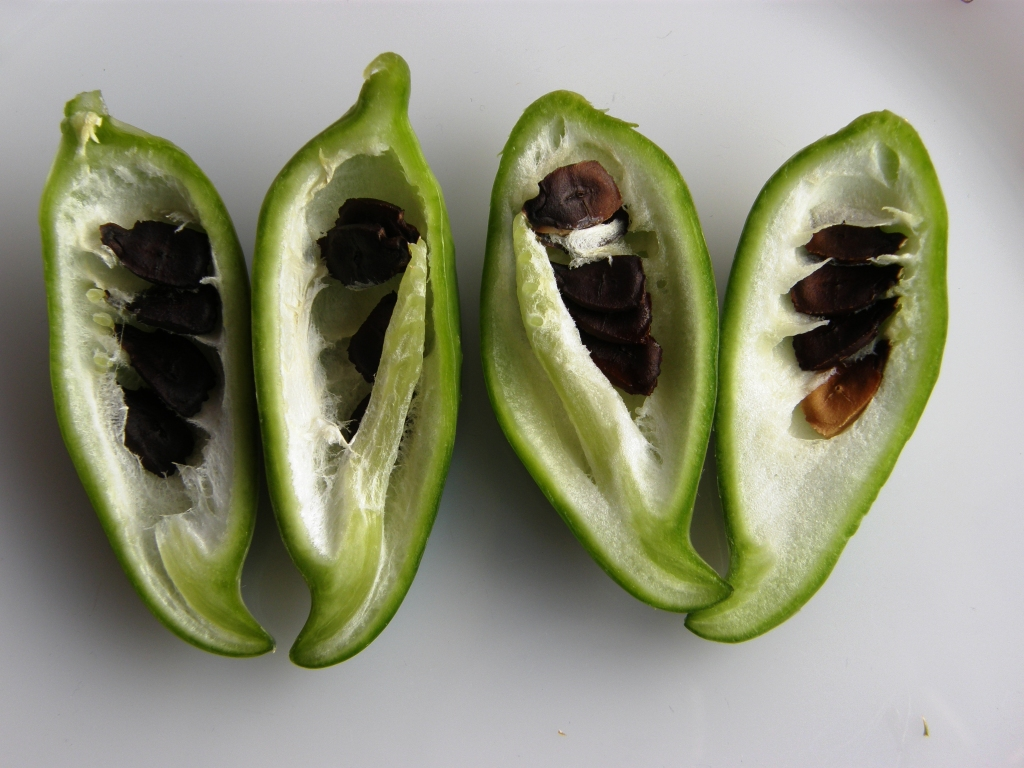
Frutti aperti di kaywa

La kaywa è una vigorosa pianta rampicante, monoica, annuale che cresce in climi umidi e caldi, il cui fusto glabro può misurare fino 12 m, con foglie alternate, palmate con 5 a 10 pinnule lanceolate dai bordi dentati. Delle ascelle fogliari sorgono i viticci che utilizza la pianta per sostenersi.
I fiori unisessuali sono di colore verde chiaro o bianco. I fiori maschili crescono in pannocchie in gruppi di 10 a 20, mentre quelli femminili sono solitari. A differenza di altre Cucurbitaceae, i fiori di questa specie sono molto piccoli, solo alcuni millimetri di diametro.
Il frutto è una bacca indeiscente, ovoidale o oblunga, con una punta incurvata. Misura di 10-20 cm di lunghezza per 3-8 cm di larghezza. La superficie è irregolare, con venature scure e può essere liscia o spinosa. Il colore varia del verde scuro al bianco e presenta striature longitudinali sulla superficie. Il mesocarpo è di colore bianco (3-4 mm di spessore), è spugnoso e costituisce la parte commestibile del frutto, con un sapore simile al cetriolo. I semi, alloggiati nello spazio interno del frutto, sono più o meno quadradangolari, neri, rugosi e misurano circa 1,5 cm di lunghezza. Sono presenti generalmente in numero di 12, disposti su due file.

## Distribuzione e habitat
Addomesticato nelle Ande e tradizionalmente distribuito dalla Colombia alla Bolivia, la kaywa è oggi coltivata in molte parti dell'America centrale. La cultura Moche ha avuto un fascino per l'agricoltura e se ne ha evidenza dalla loro arte, come spesso raffigurato nelle loro ceramiche.
In Italia è diffuso al nord specialmente nelle valli alpine dove ha trovato un ambiente favorevole alla sua crescita. Infatti nonostante sia una pianta tropicale soffre le estati troppo calde e secche, e il clima delle vallate gli è consono, consentendo la raccolta dei frutti nei mesi di settembre-ottobre. Il nome tradizionale ciuenlai sembra derivare da una storpiatura del nome del famoso politico cinese Zhou Enlai, e viene inoltre chiamato anche milione, per la abbondanza dei suoi frutti.

## Usi
I giovani frutti vengono consumati crudi, e quelli maturi solo cotti. Periodi tra un raccolto e il successivo sono di 2-3 settimane. Il frutto ha un sapore sottile simile al cetriolo, ed ha una grande cavità in cui i semi si sviluppano, e questo può essere riempito con altri alimenti per fare dei ripieni. Questo potrebbe aver ispirato il nome locale spagnolo pepino de rellenar ("cetriolo da ripieno"). I giovani germogli e le foglie possono anche essere consumati crudi.

## Sostanze fitochimiche
Il frutto maturo contiene proteine, acido galatturonico, resine, lipoproteine e vari composti steroidei.

## Galleria d'immagini

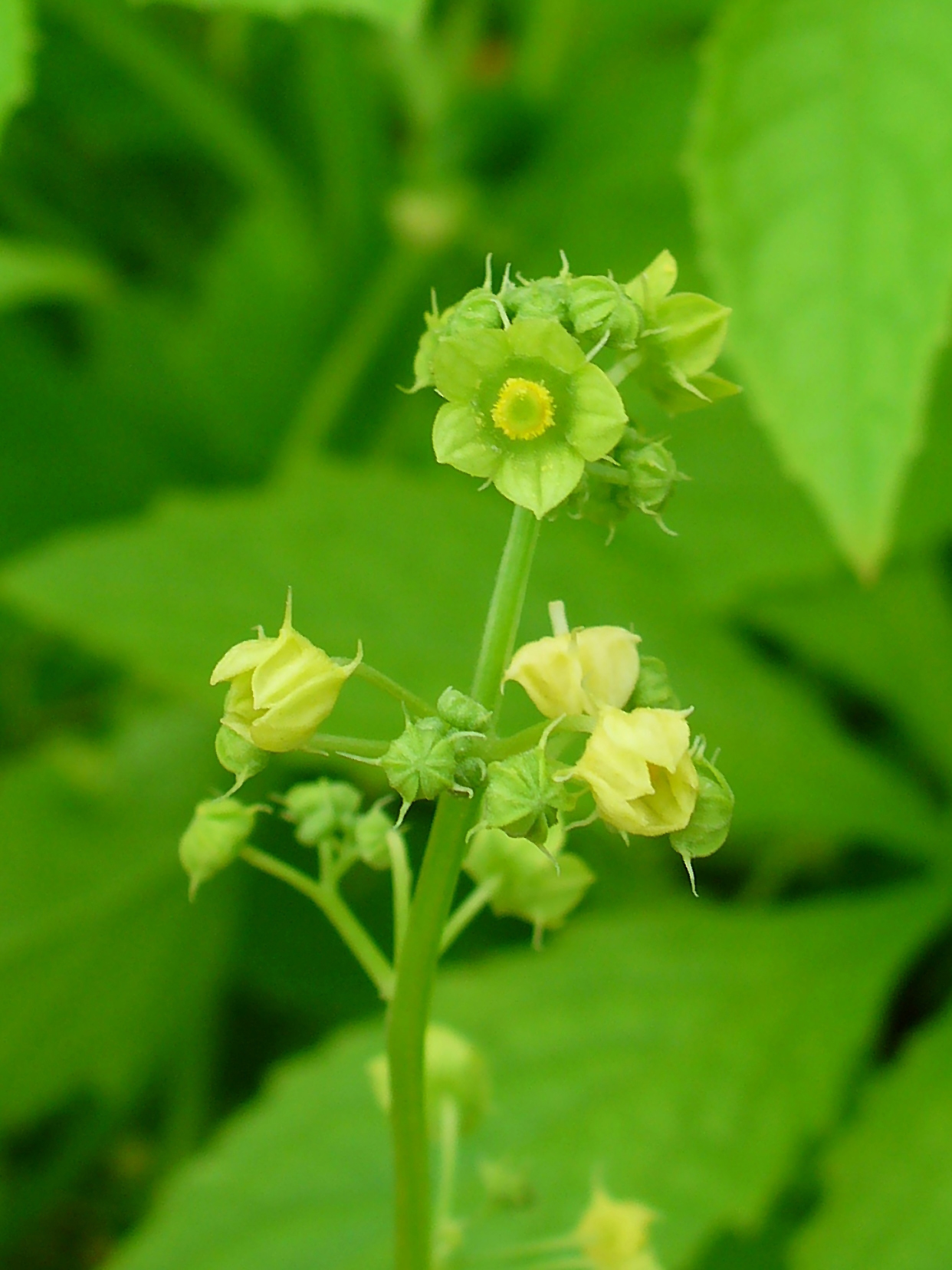
Fiori
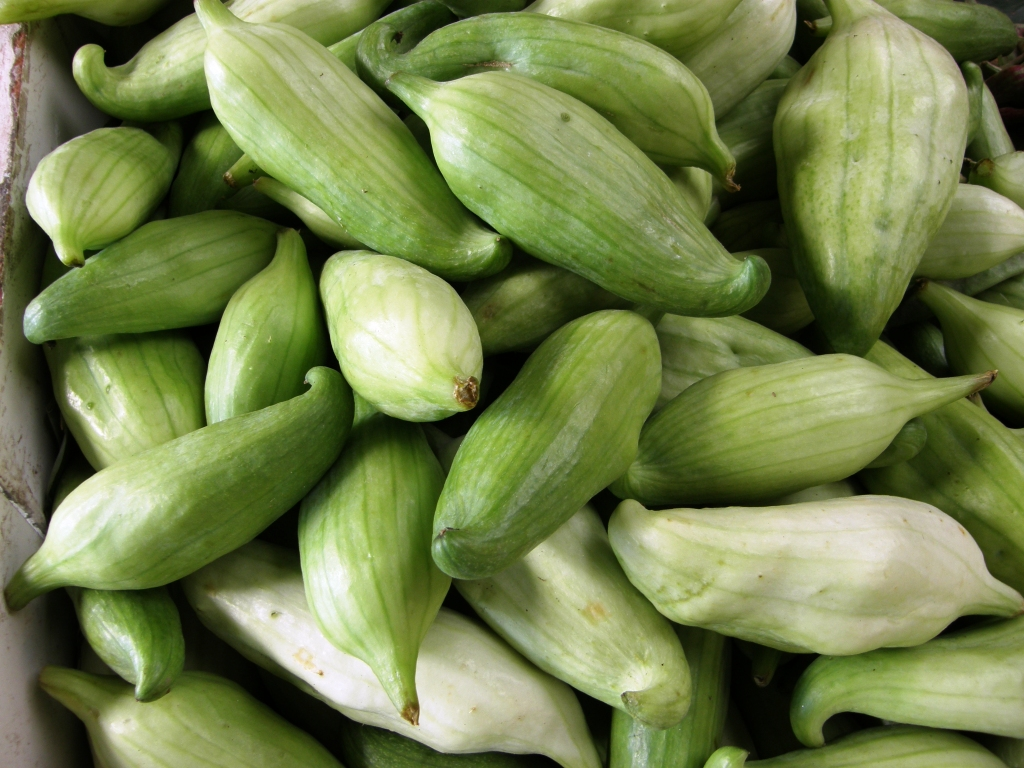
Frutti
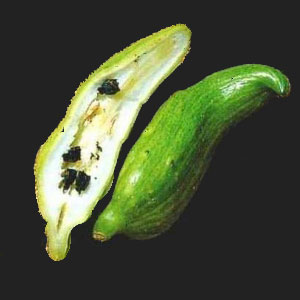
Sezione dei frutti
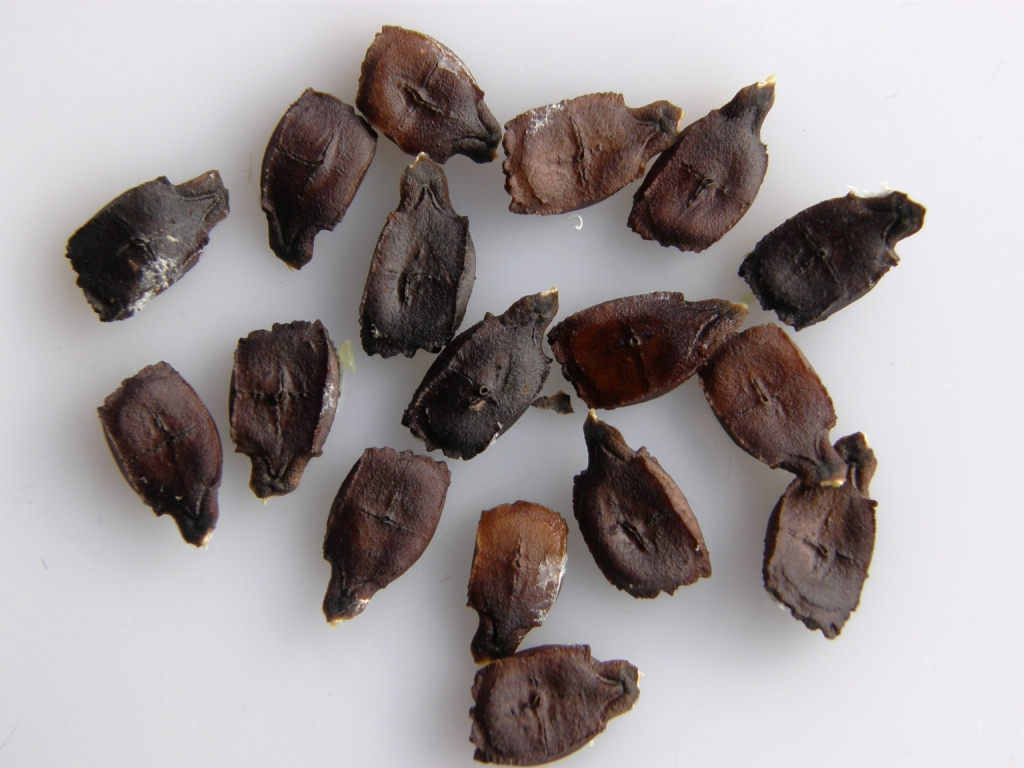
Semi
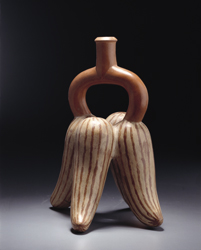
Kaywa rappresentata in una ceramica della cultura Moche